# Odontosciara
Odontosciara är ett släkte av tvåvingar. Odontosciara ingår i familjen sorgmyggor.

## Dottertaxa tillOdontosciara, i alfabetisk ordning[1]
- Odontosciara anodonta
- Odontosciara beebei
- Odontosciara cyclota
- Odontosciara dolichopoda
- Odontosciara exacta
- Odontosciara filipes
- Odontosciara fimbripes
- Odontosciara flavicingula
- Odontosciara fruhstorferi
- Odontosciara fujiana
- Odontosciara fulviventris
- Odontosciara grandis
- Odontosciara impostor
- Odontosciara inconspicus
- Odontosciara lobifera
- Odontosciara longiantenna
- Odontosciara malayana
- Odontosciara mirispina
- Odontosciara nigra
- Odontosciara nocta
- Odontosciara nyctoptera
- Odontosciara pacifica
- Odontosciara perpallida
- Odontosciara politicollis
- Odontosciara psychina
- Odontosciara pubericornis
- Odontosciara quadrisetosa
- Odontosciara ruficoxa
- Odontosciara sexsetosa
- Odontosciara trivittigera
- Odontosciara walkeri